# Lijst van golfbanen in Zimbabwe

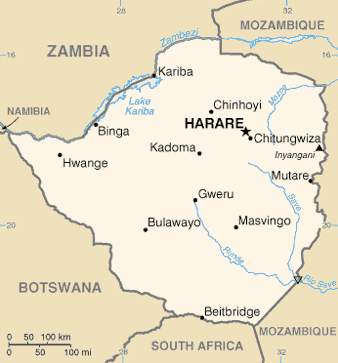
Kaart van Zimbabwe

Deze lijst van golfbanen in Zimbabwe geeft een overzicht van golfbanen die gevestigd zijn in Zimbabwe. De golforganisatie van het land, de "Zimbabwe Golf Association", registreerde zevenendertig golfbanen waarvan er eenentwintig een 18 holesbaan hebben.

## Banen
9 holes
- Cam & Motor Golf Club, Mashonaland West
- Chegutu Golf Course, Chegutu
- Claremont Golf Club, Juliasdale
- Hippo Valley Golf Club, Chiredzi
- Hornung Golf Club, Bulawayo
- Jumbo Golf Club, Jumbo
- Marondera Golf Course, Marondera
- Mashava Golf Course, Mashava
- Masvingo Golf Course, Masvingo
- Mkwasine Golf Course, Glendevon
- Mt. Pleasant Golf Club, Harare
- Mvurwi Golf Club, Mvurwi
- Police Golf Club, Gunhill
- Redcliff Golf Course, Kwekwe
- Troutbeck Resort Golf Course, Nyanga
- Zvishavane Golf Course, Zvishavane

18 holes
- Borrowdale Brooke Golf Club, Harare
- Bulawayo Country Club, Bulawayo
- Bulawayo Golf Club, Bulawayo
- Chapman Golf Club, Harare
- Country Club Golf Course, Harare
- Elephant Hills Resort Golf Course, Victoria Falls
- Falcon Golf Club, Harare
- Gweru Golf Club, Gweru
- Harry Allen Golf Club, Bulawayo
- Hillside Golf Course, Mutare
- Hwange Golf Club, Hwange
- Kadoma Golf Club, Kadoma
- Kwekwe Golf Club, Kwekwe
- Leopard Rock Golf Club, Harare
- Norton Golf Course, Norton
- Royal Harare Golf Club, Harare
- Ruwa Country Club, Ruwa
- Sherwood Golf Club, Harare
- Triangle Country Club, Triangle
- Warren Hills Golf Club, Harare
- Wingate Park Golf Club, Harare

## Trivia
- De Bulawayo Golf Club, dat opgericht werd in 1895, is de oudste golfclub in Zimbabwe en de Royal Harare Golf Club, dat opgericht werd in 1898, is de op een na oudste golfclub.